# Europees Astronautencentrum
Het Europees Astronautencentrum (Engels: European Astronaut Centre (EAC)) is het Europese expertisecentrum voor astronautentraining, menselijke activiteit en geneeskunde in de ruimte. Het is de thuisbasis van het astronautenkorps van ESA en is gelegen in de nabijheid van Luchthaven Keulen-Bonn in Duitsland.

## Organisatie
Het centrum is in 1990 opgericht en is onderverdeeld in afzonderlijke onderdelen.
- Selectie en training van ESA-astronauten.
- Astronauten van internationale partners (NASA, Roscosmos, JAXA, CSA) leren hoe ze Europese hardware aan boord van het internationale ruimtestation (ISS) moeten bedienen zoals apparatuur in de Columbus module en voorheen de ATV. Voor trainingen kan gebruik worden gemaakt van een neutraal drijfzwembad.
- Het verlenen van medische zorg en algemene ondersteuning aan astronauten in alle stadia van een missie.
- Communiceren met astronauten aan boord van het internationale ruimtestation ISS.
- Opleiden en certificeren van ESA-grondpersoneel.
- Onderzoeken van concepten voor toekomstige verkenning van de ruimte
- Coördinatie van PR-activiteiten van astronauten.

## Samenwerking
De overkoepelende organisatie van het Europees Astronautencentrum (AEC) is ook verantwoordelijk voor de organisatie van de opleiding van Europese astronauten in de centra van partners zoals in de Verenigde Staten (NASA, Johnson Space Center, Rusland (Sterrenstad), Canada (John H. Chapman Space Centre in Saint-Hubert, Quebec) of Japan (Tsukuba).

## LUNA
Direct naast het astronautencentrum is sinds september 2024 LUNA gehuisvest dat door ESA en DLR wordt gebruikt. In die faciliteit wordt het maanoppervlak nagebootst zodat astronauten, wetenschappers, ingenieurs en missie-experts zich voor kunnen bereiden op het leven en werken op de maan. In het gebouw is 700 vierkante meter maanoppervlak gerepliceerd met behulp van 900 ton van basalt afgeleide vulkanische korrels en rotsen. Een diep vloeroppervlak maakt boringen en steekproeven tot drie meter onder het oppervlak mogelijk.